# Nova Independência
Nova Independência é um município brasileiro do estado de São Paulo.

## História
As primeiras informações sobre a origem do município estão vinculadas a uma antiga pousada de boiadeiros, localizada em uma estrada construída em 1912, que ligava Araçatuba a Porto Independência, nas margens do Rio Paraná. No entanto, o núcleo original começa a se formar, efetivamente, em 1943, época em que o fazendeiro Modesto Junqueira doa terras para a constituição do patrimônio.
No ano seguinte, inicia-se a construção da estrada que o ligaria a Andradina. Todos esses fatores, somados ao cultivo de gêneros agrícolas variados, principalmente milho, arroz, banana e fumo, estimulam o desenvolvimento da região.
Em 24 de dezembro de 1948, o povoado de Nova Independência é elevado a distrito do Município de Andradina, tornando-se sede em 28 de fevereiro de 1964.

## Demografia

### População
| Crescimento populacional                             | Crescimento populacional | Crescimento populacional | Crescimento populacional |
| Ano                                                  | População Total          |                          | %±                       |
| ---------------------------------------------------- | ------------------------ | ------------------------ | ------------------------ |
| 1970                                                 | 2 042                    |                          | —                        |
| 1980                                                 | 1 867                    |                          | −8,6%                    |
| 1991                                                 | 1 994                    |                          | 6,8%                     |
| 2000                                                 | 2 063                    |                          | 3,5%                     |
| 2010                                                 | 3 068                    |                          | 48,7%                    |
| 2022                                                 | 4 609                    |                          | 50,2%                    |
| Est. 2024                                            | 4 795                    | [ 6 ]                    | 4,0%                     |
| Fontes: Censos Demográficos IBGE e Estimativas SEADE |                          |                          |                          |

### Dados demográficos
Dados do Censo - 2010
População total: 3.072
- Urbana: 2.198
- Rural: 932
  - Homens: 1.597
  - Mulheres: 1.475

Densidade demográfica (hab./km²): 11,58
Mortalidade infantil até 1 ano (por mil): 16,72
Expectativa de vida (anos): 70,77
Taxa de fecundidade (filhos por mulher): 2,02
Taxa de alfabetização: 82,04%
Índice de Desenvolvimento Humano (IDH-M): 0,737
- IDH-M Renda: 0,635
- IDH-M Longevidade: 0,763
- IDH-M Educação: 0,813

(Fonte: IPEADATA)

## Geografia
Localiza-se a uma latitude 21º06'14" sul e a uma longitude 51º29'24" oeste, estando a uma altitude de 316 metros. Sua população estimada em 2004 era de 2.098 habitantes. Possui uma área de 265,282 km².

### Rodovias
- SP-563

## Infraestrutura

### Educação
Ensino básico
Atualmente o município conta com as seguintes instituições municipais e estaduais de ensino:
- E.E. Professora Zilda Prado Paulovich - Estadual
- E.M.E.I. Sueli Gianotto Joanini - Municipal
- E.M.E.F. Gildo Pereira - Municipal
- E.M.E.F André Firmino do Amaral - Municipal
- Creche Maria Neres de Souza - Municipal

### Comunicações
O sistema de telefones automáticos foi inaugurado na cidade em 1985 pela Telecomunicações de São Paulo (TELESP), que também implantou o sistema de discagem direta à distância (DDD) em 1989 com o código de área (0187). Anteriormente a cidade era atendida pela Companhia de Telecomunicações do Estado de São Paulo (COTESP).
Na década de 90 o código DDD da cidade foi alterado para (018), para padronização do sistema telefônico com a telefonia celular que estava sendo implantada em todo o estado.

## Administração
Esta é uma lista de prefeitos e vice-prefeitos de Nova Independência:
| Nº | Nome                                   | Partido   | Início do mandato     | Fim do mandato         | Observações          |
| 1  | Pedro Gavioli                          | ARENA     | 21 de março de 1965   | 1969                   | Prefeito eleito      |
| —  | Manuel Soares Pinheiro, Manuel Benigno | ARENA     | 21 de março de 1965   | 1969                   | Vice-prefeito eleito |
| 2  | José Geraldo Sobrinho, Tito            | ARENA     | 1969                  | 1972                   | Prefeito eleito      |
| —  | José Félix Neves                       | ARENA     | 1969                  | 1972                   | Vice-prefeito eleito |
| 3  | Manuel Soares Pinheiro, Manuel Benigno | ARENA     | 1973                  | 1976                   | Prefeito eleito      |
| —  | Altino Pereira                         | ARENA     | 1973                  | 1976                   | Vice-prefeito eleito |
| 4  | Altino Pereira                         | ARENA     | 1977                  | 1982                   | Prefeito eleito      |
| —  | Jair Marin                             | ARENA     | 1977                  | 1982                   | Vice-prefeito eleito |
| 5  | Hélio Carlos Alexandre                 | PMDB      | 1983                  | 31 de dezembro de 1988 | Prefeito eleito      |
| —  | Antonio Ferrari                        | PMDB      | 1983                  | 31 de dezembro de 1988 | Vice-prefeito eleito |
| 6  | Antonio Ferrari                        | PMDB      | 1º de janeiro de 1989 | 31 de dezembro de 1992 | Prefeito eleito      |
| —  | Antônio Gonçalves de Lima, Niquinho    | PMDB      | 1º de janeiro de 1989 | 31 de dezembro de 1992 | Vice-prefeito eleito |
| 7  | José Antônio de Lima                   | PDS       | 1º de janeiro de 1993 | 31 de dezembro de 1996 | Prefeito eleito      |
| —  | Manoel Ângelo Pinheiro                 | PDT       | 1º de janeiro de 1993 | 31 de dezembro de 1996 | Vice-prefeito eleito |
| 8  | Hélio Carlos Alexandre                 | PSD       | 1º de janeiro de 1997 | 31 de dezembro de 2000 | Prefeito eleito      |
| —  | Manoel Soares Pinheiro                 | PDT       | 1º de janeiro de 1997 | 31 de dezembro de 2000 | Vice-prefeito eleito |
| 9  | Valdemir Joanini                       | PTB       | 1º de janeiro de 2001 | 31 de dezembro de 2004 | Prefeito eleito      |
| —  | Guilherme Ferreira da Silva, Jibóia    | PDT       | 1º de janeiro de 2001 | 31 de dezembro de 2004 | Vice-prefeito eleito |
| 10 | Valdemir Joanini                       | PTB       | 1º de janeiro de 2005 | 31 de dezembro de 2008 | Prefeito reeleito    |
| —  | Elizabeth Akemi Morimoto Oguri, Bety   | PSDB      | 1º de janeiro de 2005 | 31 de dezembro de 2008 | Vice-prefeita eleita |
| 11 | José Pedro Toniello, Zé Pedro          | PTB       | 1º de janeiro de 2009 | 31 de dezembro de 2012 | Prefeito eleito      |
| —  | Luiz Guilherme Cavalhaes Xande         | PTB       | 1º de janeiro de 2009 | 31 de dezembro de 2012 | Vice-prefeito eleito |
| 12 | Neusa Lopes da Costa Joanini           | PSDB      | 1º de janeiro de 2013 | 31 de dezembro de 2016 | Prefeita eleita      |
| —  | Edileuza da Cruz da Silva              | PSD       | 1º de janeiro de 2013 | 31 de dezembro de 2016 | Vice-prefeita eleita |
| 13 | Thauana Duarte                         | PSDB      | 1º de janeiro de 2017 | 31 de dezembro de 2020 | prefeita eleita      |
| —  | Edileuza da Cruz da Silva              | PSD       | 1º de janeiro de 2017 | 31 de dezembro de 2020 | Vice-prefeita eleita |
| 14 | Fernando Macchi Santana                | PTB       | 1º de janeiro de 2021 | atual                  | Prefeito eleito      |
| —  | Antonio Lima Fernandes                 | Cidadania | 1º de janeiro de 2021 | atual                  | Vice-prefeito eleito |

- Presidente da câmara: Lazaro de Souza, Lazinho - ARENA (1965-1969); José Miguel dos Santos, Miguelão - ARENA (1969-1972); Antonio Pereira Batista, Tituca - ARENA (1973-1974); Ideval Bezerra de Araújo - ARENA (1975-1976); Antonio Pereira Batista, Tituca - ARENA (1977-1978); Cícero Romão Batista - ARENA (1979-1980); José Lopes Filho, Zezé - ARENA (1979-1980); Antônio Gonçalves de Lima, Niquinho - PMDB (1983-1988); Benedito Ribeiro dos Santos, Ditinho - PMDB (1983-1988); Raymundo Icó de Oliveira, Nhôio - PMDB (1983-1988); Amadeu Lúcio da Silva - PMDB (1989-1990); Valter Pedro de Alcântara, Valtinho - PTB (1999); Antonio Rocha (01.01 a 31.01.2000) e Edileuza da Cruz da Silva (01.02 a 31.12.2000); Ornezinda Evangelista Gomes - PSDB (2003-02.2004); Wagner Joanini (2004); Edileuza da Cruz da Silva (2007); Flávio Gomes de Lima (2007); José Aparecido Gomes, Zé D’Ireno (2008); Noel Silveira de Souza - PSD (2009 e 2011); Wagner Joanini (01.01 a 20.07.2010); Edileuza da Cruz da Silva - PSD (21.07 a 31.12.2010 e 2011-2012); Geraldo Juniti Oguri - PV (2013); Ângelo Cesar Carmona, Pipa - PSDB (2014); Geraldo Juniti Oguri - PV (2015); Antônio Lima Fernandes - PRP (01.01 a 31.08.2016); José Sérgio de Aguiar - PPS (01.09 a 31.12.2016); Osvaldo Alves de Oliveira - PMDB (2017-2018); Ângelo Cesar Carmona, Pipa - PSDB (2019, 2020); Denise Coimbra dos Santos Silva - PTB (2021, Atual)

## Religião
O Cristianismo se faz presente na cidade da seguinte forma:

### Igreja Católica
- A igreja faz parte da Diocese de Araçatuba.[15]

### Igrejas Evangélicas
- Assembleia de Deus Ministério do Belém.[16][17]
- Congregação Cristã no Brasil.[18]
- Igreja Batista (CBB)